# Tulsa King
Tulsa King is een Amerikaanse misdaadserie die is bedacht door Taylor Sheridan voor de streamingdienst Paramount+. De serie werd voor het eerst uitgezonden op 13 november 2022. In september 2024 volgde een tweede seizoen.

## Plot
De maffiacapo Dwight Manfredi komt na vijfentwintig jaar uit de gevangenis. Zijn baas verbant hem naar Tulsa in de staat Oklahoma om daar criminele activiteiten aan te boren. Dwight maakt al snel nieuwe vrienden in Tulsa, die hem steunen in de strijd tegen een lokale motorbende en een machtige drugskoning.
Met de groeiende afkeer tegen het New Yorkse syndicaat, bouwt Dwight langzaam zijn eigen criminele imperium op in Tulsa. Wanneer er een misgelopen aanslag op Dwight plaatsvindt, worden de zaken harder en gecompliceerder.

## Rolverdeling

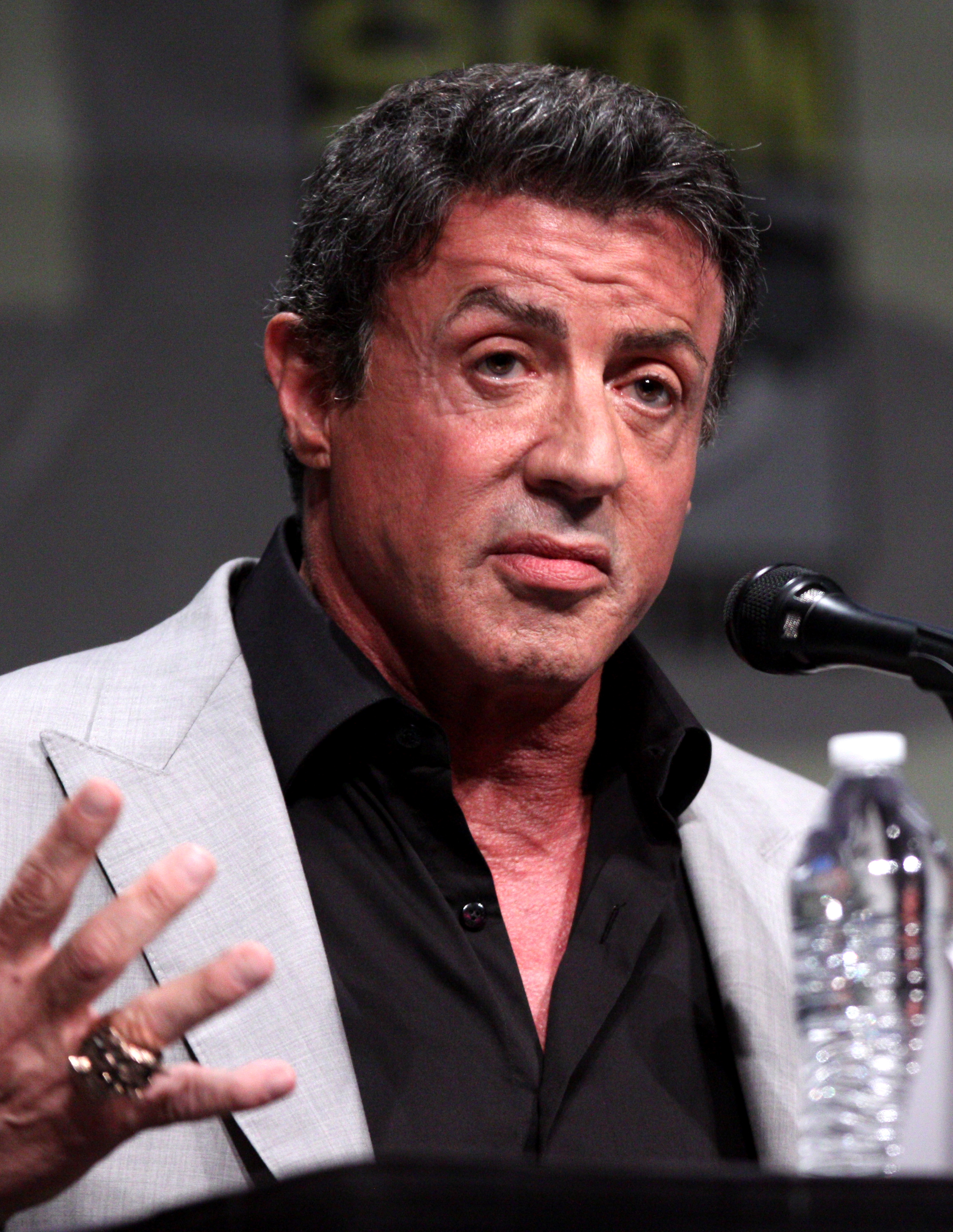
Sylvester Stallone als hoofdpersonage Dwight "The General" Manfredi

- Sylvester Stallone als Dwight "The General" Manfredi
- Andrea Savage als Stacy Beale
- Martin Starr als Lawrence "Bodhi" Geigerman
- Jay Will as Tyson Mitchell
- Max Casella als Armand Truisi
- Domenick Lombardozzi als Charles "Chicki" Invernizzi
- Vincent Piazza als Vince Antonacci
- Garrett Hedlund als Mitch Keller
- Dana Delany als Margaret Devereaux
- Tatiana Zappardino als Tina Manfredi
- Neal McDonough als Cal Thresher
- Frank Grillo als Bill Bevilaqua

## Afleveringen
| Seizoen | Afleveringen | Uitgezonden vanaf |
| ------- | ------------ | ----------------- |
| 1       | 9            | 13 november 2022  |
| 2       | 10           | 15 september 2024 |

## Ontvangst
De serie werd overwegend positief ontvangen in recensies. Men prees de komische en clichémomenten en de rol die Stallone op het lijf is geschreven. Kritiek was er op bepaalde dialogen en of de serie na alle nieuwigheid nog potentieel kan behouden.
Op Rotten Tomatoes kreeg Tulsa King een beoordeling van 89%. Op Metacritic heeft de serie een gemiddelde beoordeling van 65%, gebaseerd op 30 recensies. Kijkers gaven de serie een 7,4, gebaseerd op 134 recensies.